# Тегесте
Тегесте (ісп. Tegueste) — муніципалітет в Іспанії, у складі автономної спільноти Канарські острови, у провінції Санта-Крус-де-Тенерифе, на острові Тенерифе. Населення — 10 731 особа (2010).
Муніципалітет розташований на відстані близько 1750 км на південний захід від Мадрида, 9 км на північний захід від Санта-Крус-де-Тенерифе.
На території муніципалітету розташовані такі населені пункти: (дані про населення за 2010 рік)
- Лас-Кантерас: 410 осіб
- Педро-Альварес: 1456 осіб
- Ель-Портесуело: 1443 особи
- Ель-Сокорро: 1418 осіб
- Тегесте-Сентро: 3916 осіб
- Лас-Тоскас: 2088 осіб

## Демографія
Динаміка населення (INE ):

## Галерея зображень

Розташування муніципалітету на острові Тенерифе
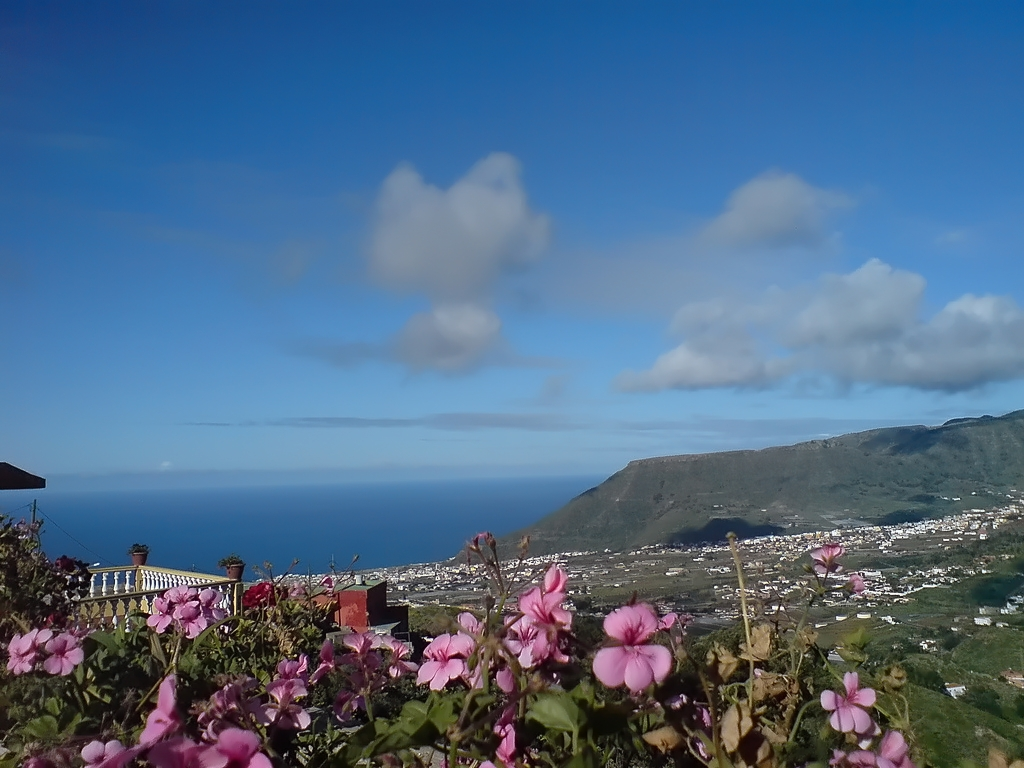
Тегесте